# Cima del Monte Dolcedorme
Cima del Monte Dolcedorme este o arie protejată (arie specială de conservare — SAC, sit de importanță comunitară — SCI) din Italia întinsă pe o suprafață de 64 ha, integral pe uscat.

## Localizare
Centrul sitului Cima del Monte Dolcedorme este situat la coordonatele 39°53′45″N 16°12′41″E / 39.895789°N 16.211412°E.

## Înființare
Situl Cima del Monte Dolcedorme a fost declarat sit de importanță comunitară în septembrie 1995 pentru a proteja 5 specii de animale. Situl a fost protejat și ca arie specială de conservare în iunie 2017.

## Biodiversitate
Situată în ecoregiunea mediteraneană, aria protejată conține 6 habitate naturale: Pajiști alpine și boreale, Pante stâncoase calcaroase cu vegetație casmofită, Pajiști carstice calcaroase sau bazofile, de Alysso-Sedion albi, Păduri de fag din Apenini cu Abies alba și păduri de fag cu Abies nebrodensis, Pajiști alpine și subalpine calcaroase, Grohotișuri termofile și vest-mediteraneene.
La baza desemnării sitului se află mai multe specii protejate:
- păsări (4): potârnichea de stâncă (Alectoris graeca), fâsă-de-câmp (Anthus campestris), acvilă de munte (Aquila chrysaetos), ciocârlie de pădure (Lullula arborea)
- mamifere (1): lupul (Canis lupus)

Pe lângă speciile protejate, pe teritoriul sitului au mai fost identificate 21 de specii de plante.